# Tríade estratégica
O conceito de tríade estratégica é uma lógica de estratégia nuclear desenvolvida durante a corrida nuclear da Guerra Fria quando as duas superpotências nucleares (Estados Unidos e União Soviética) passaram a diversificar os meios de lançamento (ou entrega) de armas nucleares, para não depender apenas de bombardeiros estratégicos, incluindo também os mísseis balísticos intercontinentais (ICBMs) e os mísseis balísticos lançados por submarinos nucleares (SSBNs, do inglês ship submersible ballistic nuclear).
A lógica da tríade estratégica consiste em deter três diferentes meios de lançamento de ogivas nucleares, que fossem completamente independentes e autônomos uns dos outros, aumentando as chances de que um número maior de sistemas de lançamentos sobrevivessem à um ataque nuclear. Isto permitiria à cada uma das superpotências, garantir a capacidade de responder com um ataque nuclear com outro ataque nuclear. Ou seja, mesmo que um ataque nuclear da potência rival destruísse todos os bombardeiros estratégicos seria praticamente impossível que também destruísse todos os mísseis balísticos e os submarinos nucleares lançadores de mísseis balísticos, permitindo retaliar no mesmo nível, ou seja, com outro ataque nuclear.
Durante a Guerra Fria apenas os Estados Unidos e a União Soviética desenvolveram amplos sistemas de lançamento de armas nucleares baseados na "tríade" (bombardeiro estratégico, míssil balístico e submarino lançador de mísseis). Outros países também desenvolveram sistemas de lançamento de armas nucleares baseados nesta mesma estratégia, porém o fizeram em menor escala, como a China, França e Inglaterra. Mais recentemente a Índia também construiu um submarino nuclear lançador de mísseis, que deve ser incorporado à sua frota em 2011, o que provavelmente levará o país a adotar este tipo de estratégia nuclear.
Atualmente, Estados Unidos, Rússia e China são as únicas potências nucleares que baseam suas estratégias nucleares sob a lógica da Tríade Estratégica.

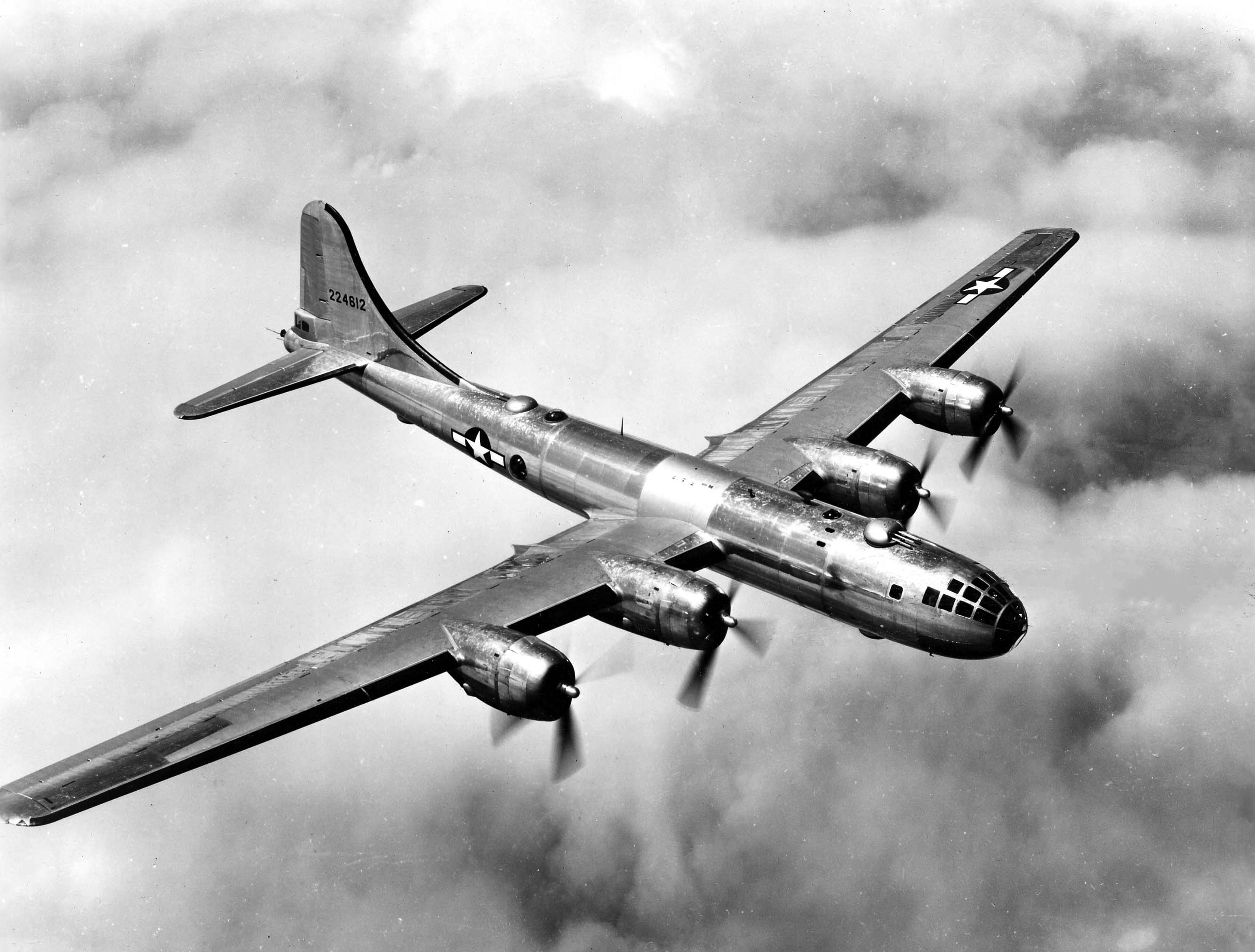
B-29 dos Estados Unidos, utilizado nos ataques nucleares contra Hiroshima e Nagasaki em 1945, continuaram em uso até a Guerra da Coréia
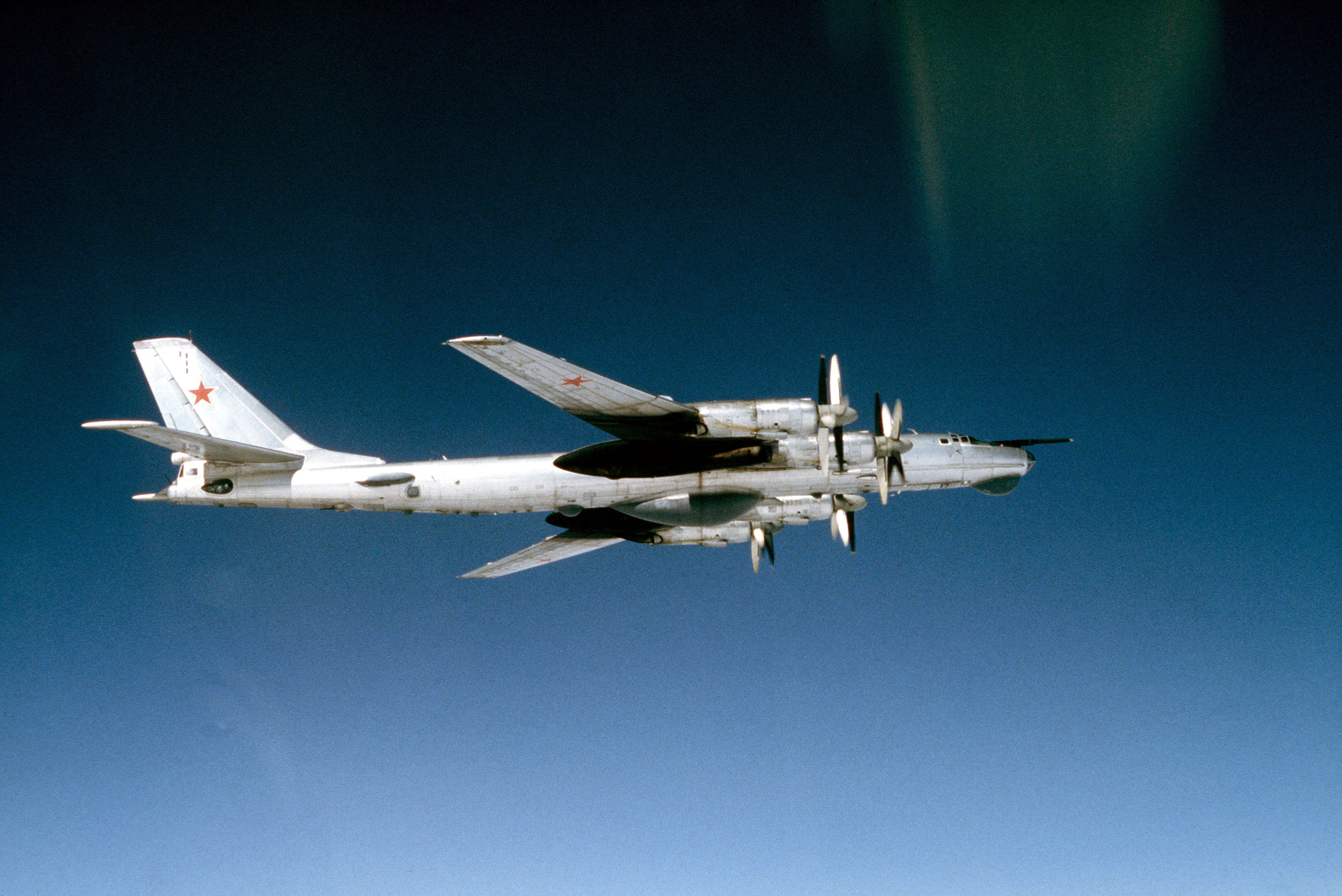
Tupolev Tu-95RTs]] bombardeiro soviético construído nos anos 1950
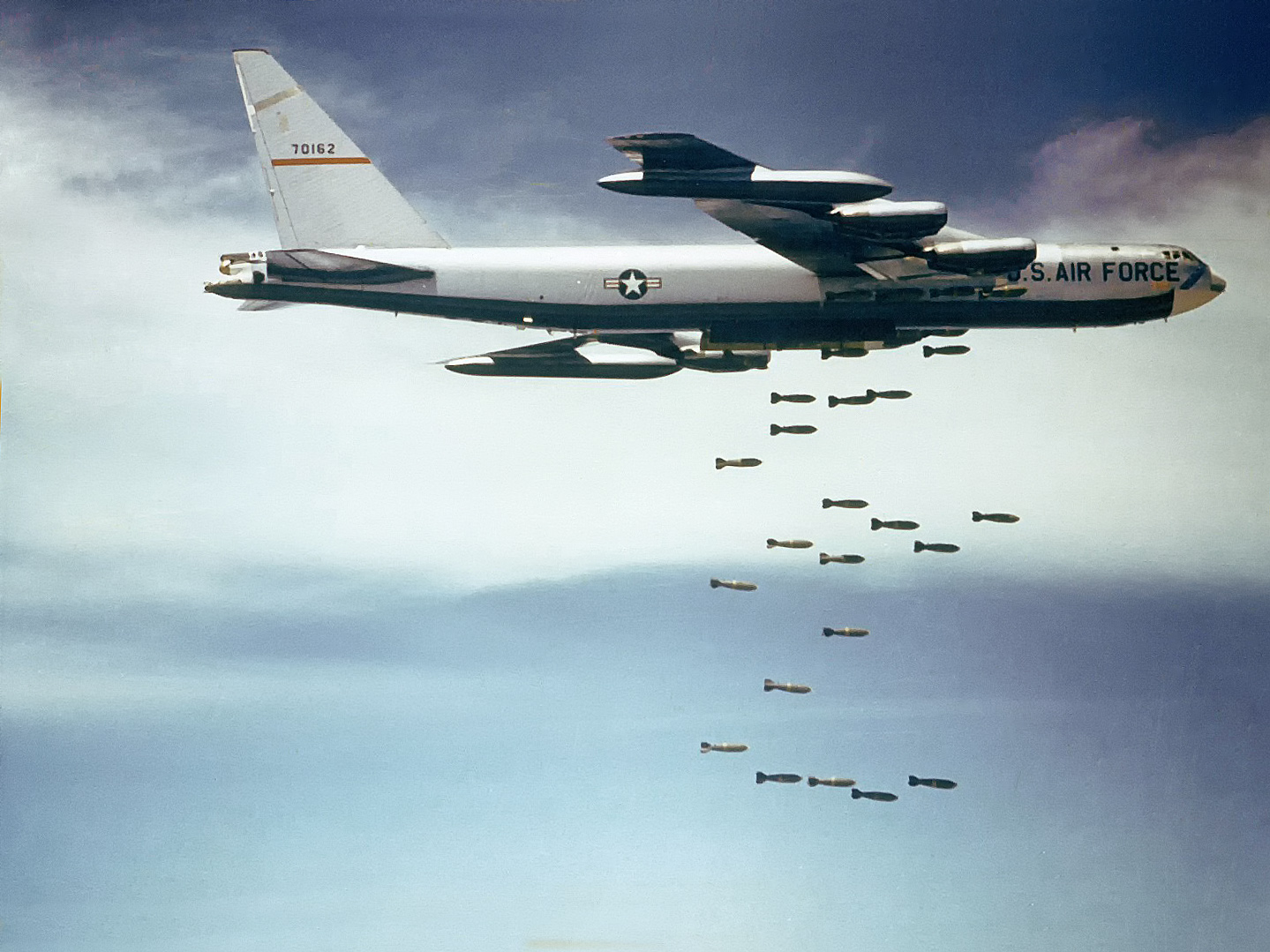
Bombardeiro Estratégico americano B-52
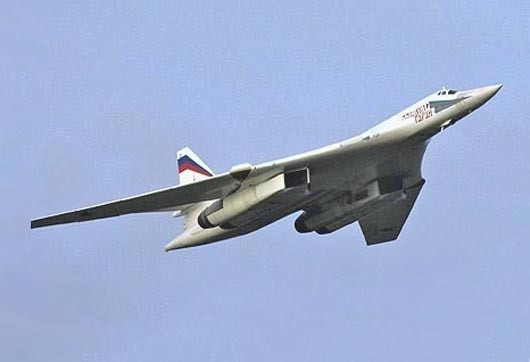
Bombardeiro Tupolev Tu-160 russo

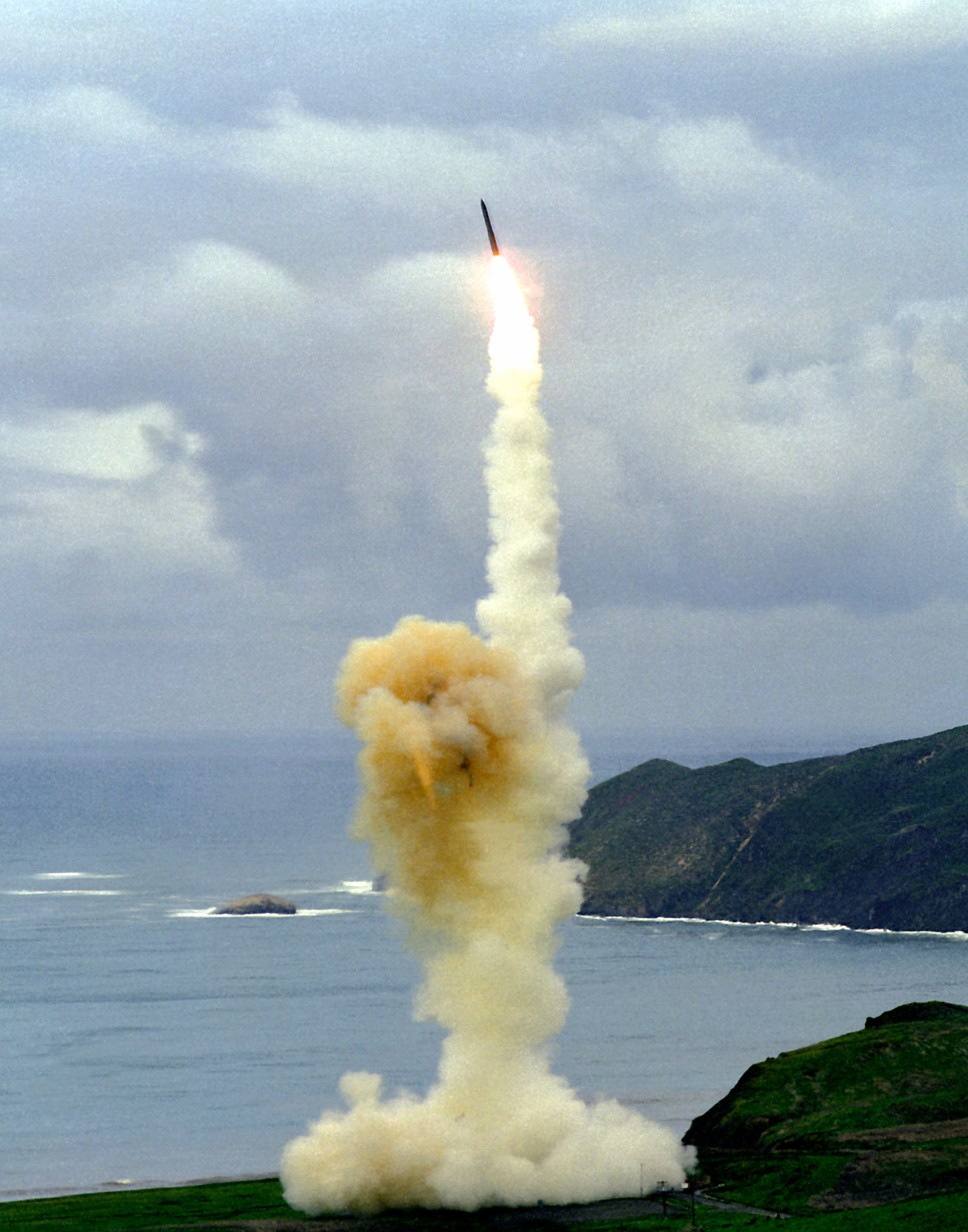
Teste de um míssil Minuteman III
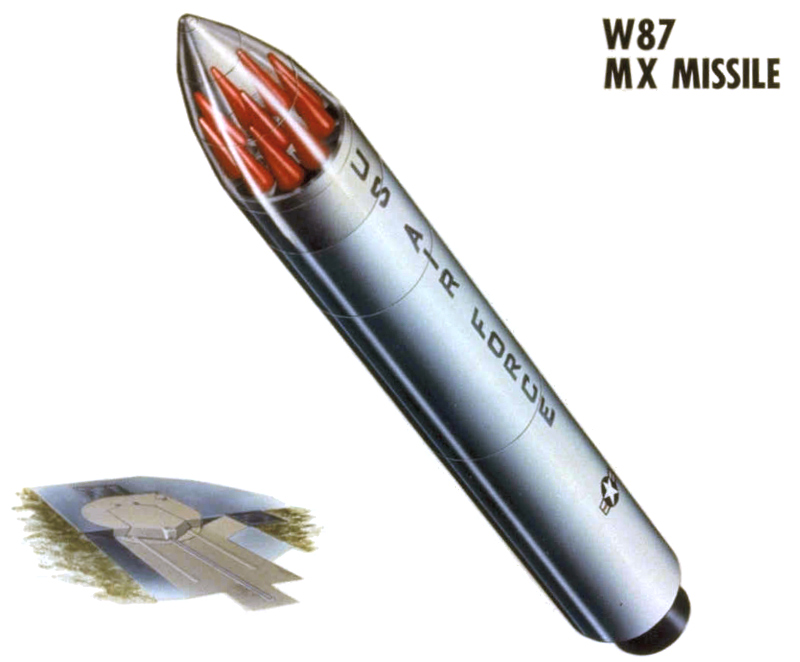
Míssil balístico Peacekeeper, com capacidade MIRV (ogivas nucleares destacadas em vermelho).
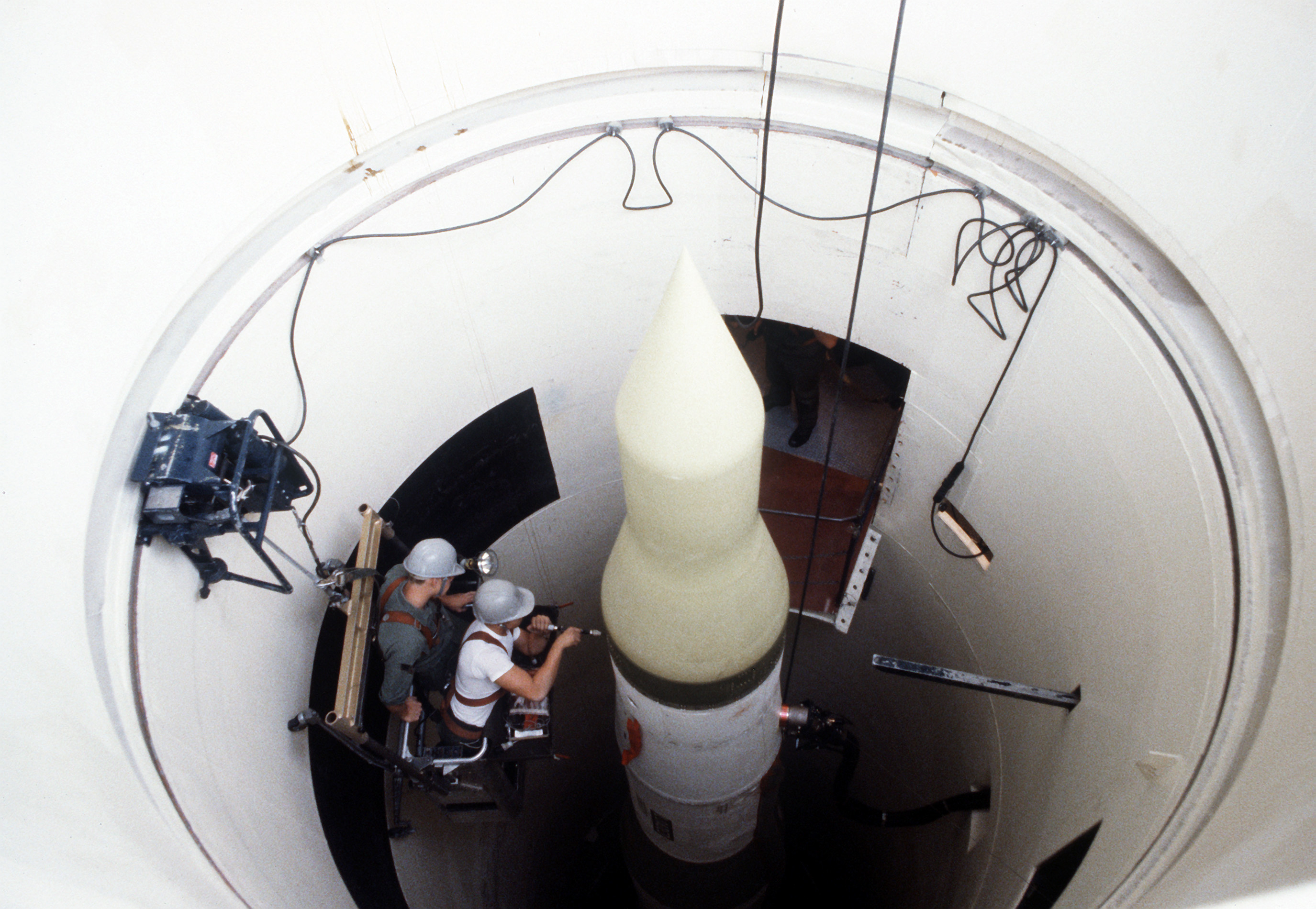
Míssil balístico Minuteman II em um Silo subterrâneo blindado.
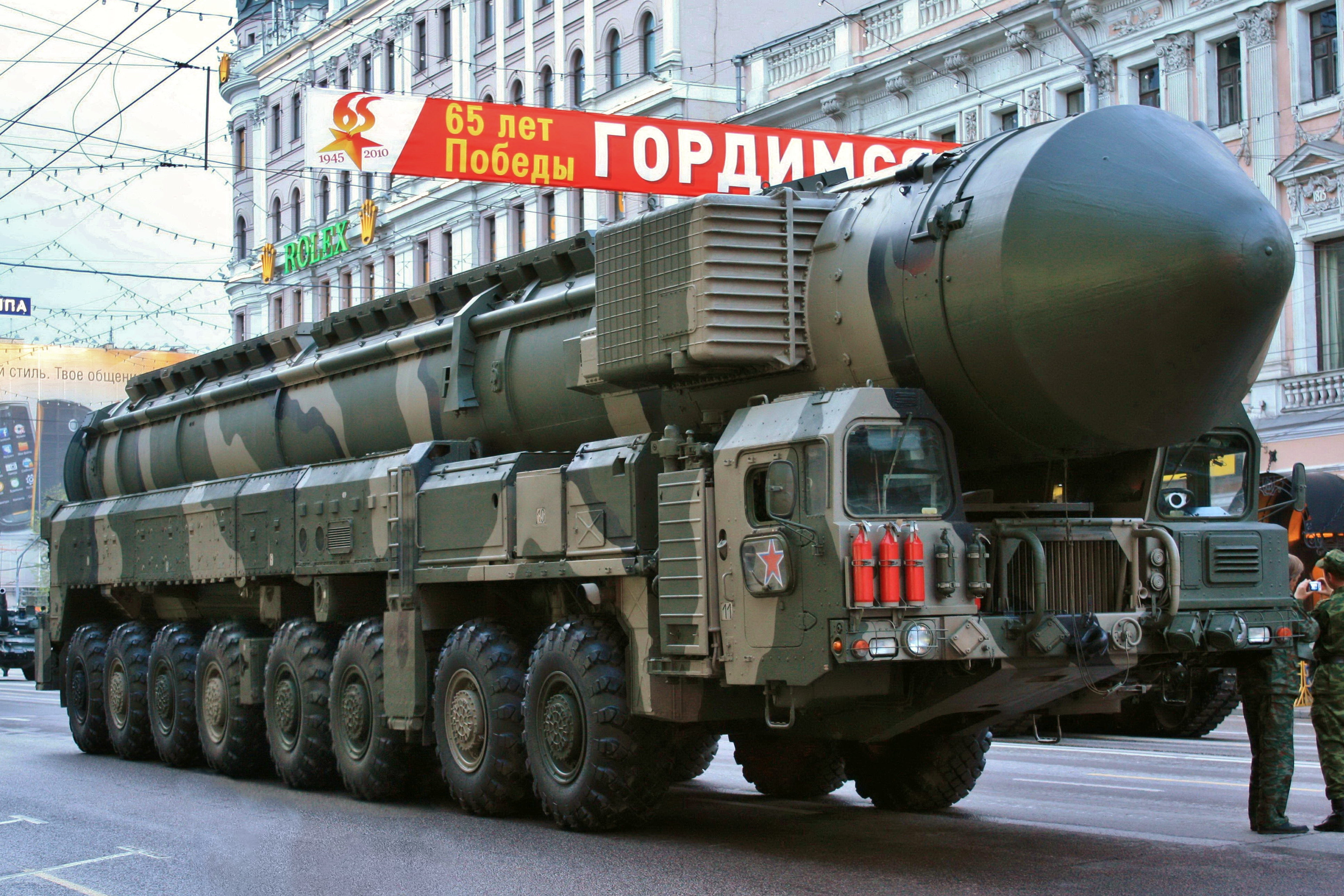
Míssil balístico móvel russo, Topol-M

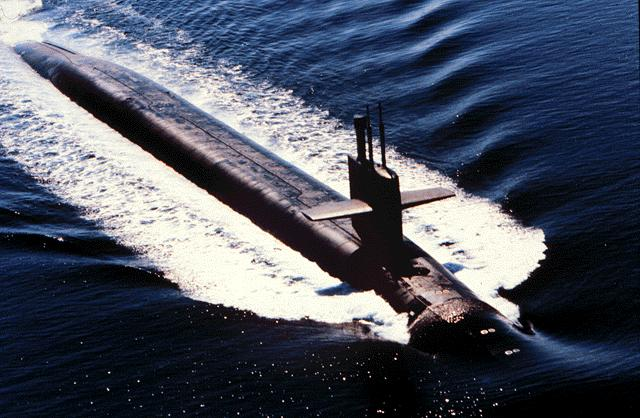
Submarino nuclear americano, USS Alabama, lançador Mísseis Balísticos
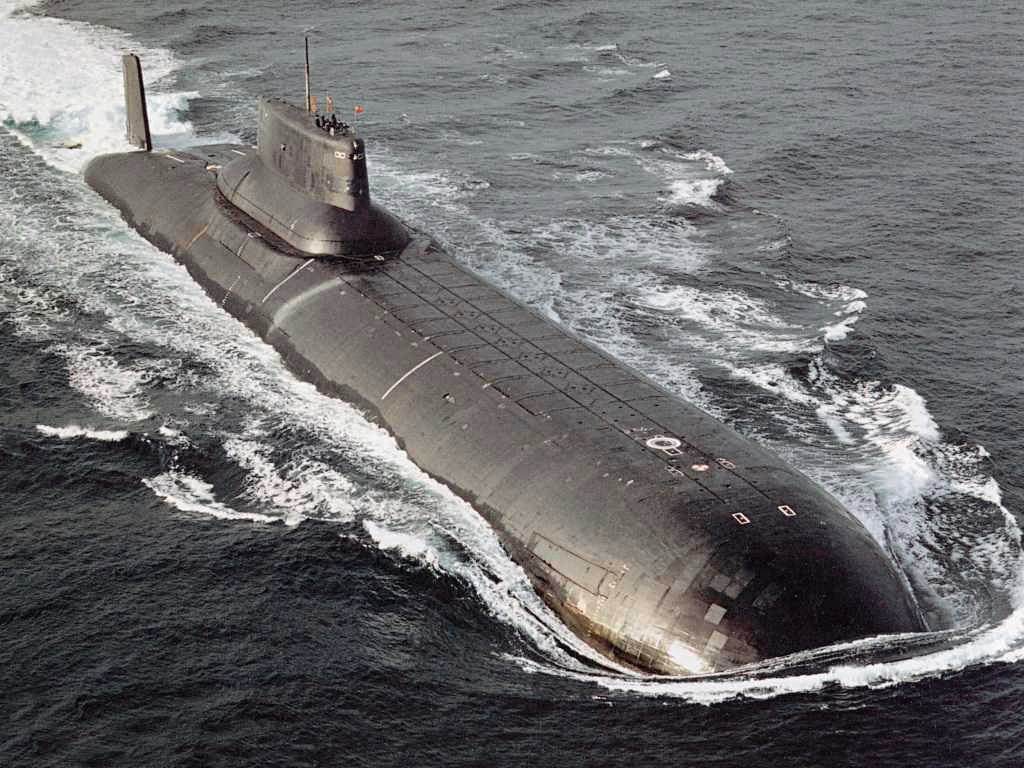
Submarino Nuclear russo, Akula (Акула), lançador de Mísseis Balísticos
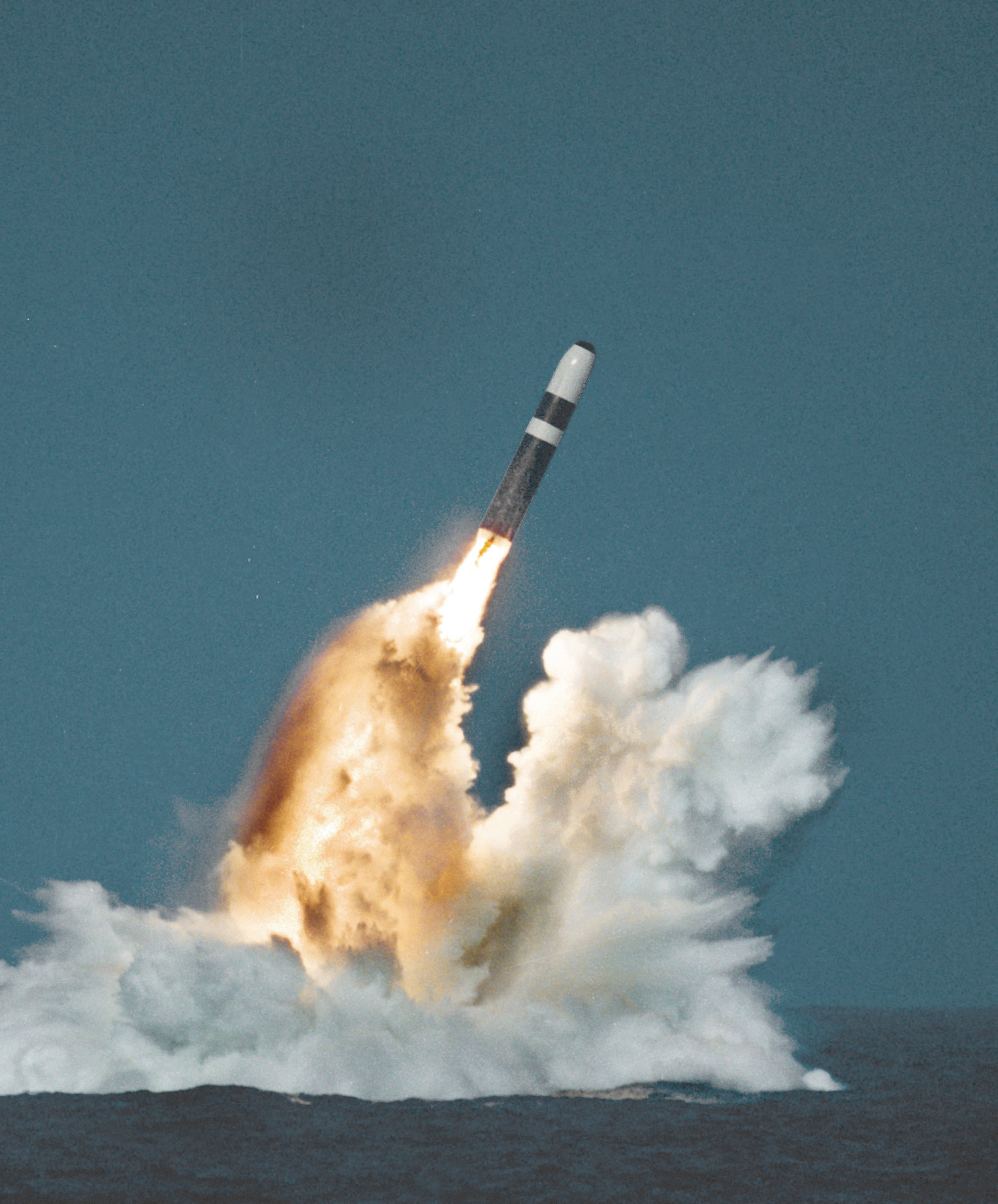
Míssil balístico lançado por submarino nuclear, do tipo Trident II utilizado pela Marinha Inglesa nos submarinos de Classe Vanguard
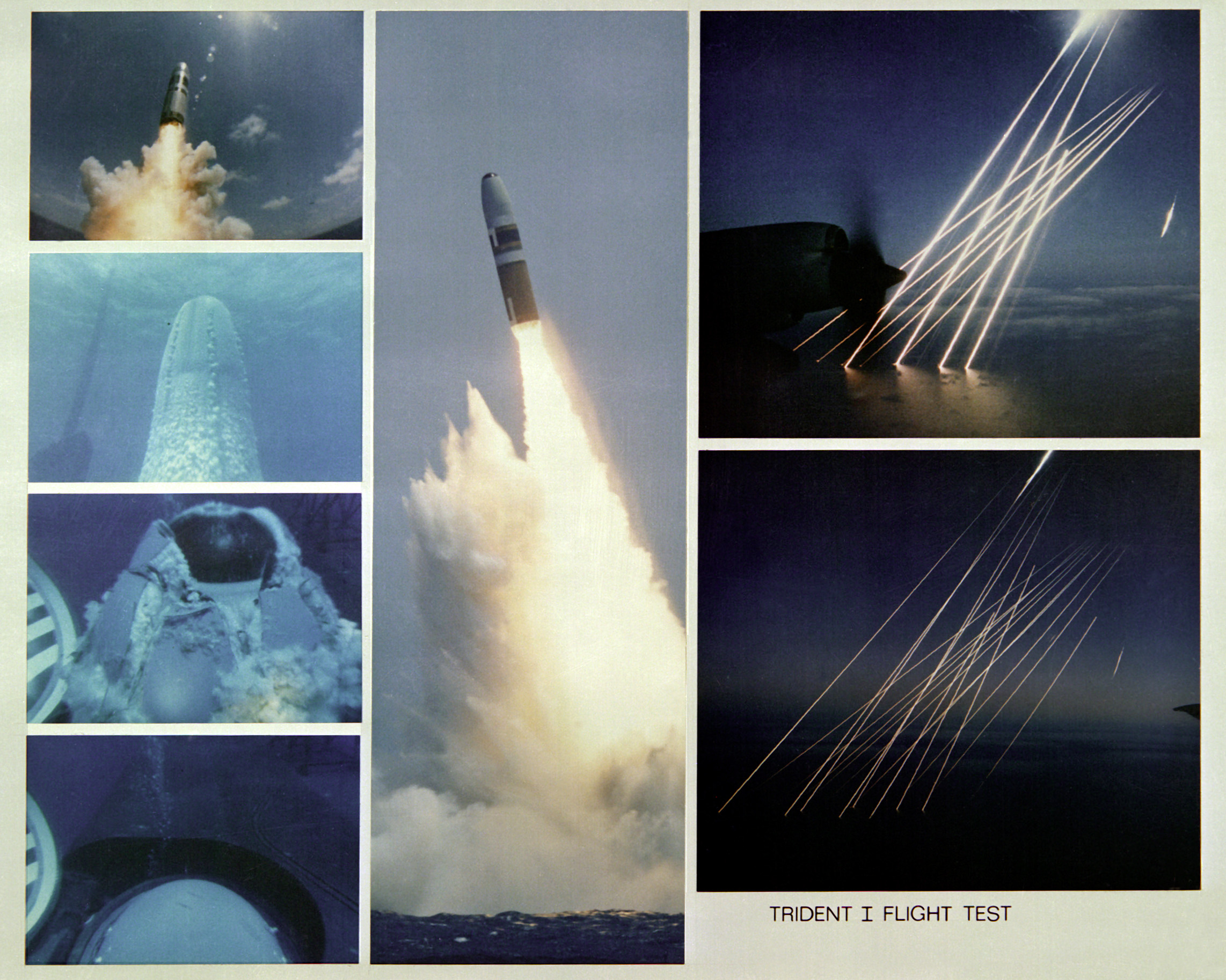
Míssil balístico lançado por submarino nuclear do tipo Trident C-4